# محمد اليساري
محمد اليساري (17 سبتمبر 1980، القامشلي)، هو شاعر وكاتب سيناريو سوري ، يحمل دكتوراة في الأدب العربي، شاعر شعبي يكتب باللهجة الفراتية، وحاصل على المركز الأول في الشعر الشعبي في سوريا عام 2006م، ومهرجان مسقط عاصمة الثقافة العربية، يكتب الشعر الشعبي منذ عام 1994م. وسيناريست ألف عدداً من المسلسلات الدرامية التاريخية.

## سيناريو
- 2007 – عنترة، مسلسل: إعداد وسيناريو وحوار للحلقات الأخيرة.
- 2008 – سعدون العواجي، مسلسل
- 2011 – الحسن والحسين، مسلسل
- 2017 – الإمام، مسلسل
- 2022 – فتح الأندلس، مسلسل
- 2025 – معاوية، مسلسل

ينتمي لقبيلة طيء العربية التي تقطن في الجزيرة الفراتية، وألف كتاباً إلكترونياً عن قبيلة طيء، حيث يعتز بانتمائه لأبرز رموز قبيلة طيء العربية، الرجل الذائع الصيت حاتم الطائي.

## نقد
أثارت كثير من مسلسلاته الجدل، أبرزها الحسن والحسين الذي تأخر عرضه عدة سنوات بسبب الجدل الحاصل عليه، ومسلسل سعدون العواجي الذي عرضته قناة (أبو ظبي) وتم إيقافه بعد الحلقة العاشرة بأمر من ملك الإمارات عام 2008م، ومسلسل معاوية الذي أثار لغطاً كبيراً، وأُجّل عرضه سنتين، حتى تم عرضه عام 2025م، فحصد مشاهدات كثيرة، وتصدر الترند طيلة مدة عرضه، وتلقى إشادات وانتقادات كثيرة.